# Casa Antoni Brusi i Ferrer
La casa Antoni Brusi i Ferrer és un edifici situat als carrers de la Llibreteria, de la Dagueria i de Jaume I de Barcelona, catalogat com a bé amb elements d'interès (categoria C).

## Història
El 1676, els llibreters Antoni i Baltasar Ferrer van posar en marxa una impremta en aquest indret. El negoci va ser heretat per Eulàlia Ferrer i Montserrat (1780-1841), que es va casar el 1799 amb el llibreter Antoni Brusi i Mirabent (1775-1821), i quedà inscrit a nom dels dos cònjuges. Un cop acabada la Guerra del Francès, i en recompensa pels serveis prestats a la Corona, el rei Ferran VII va atorgar a Antoni Brusi la propietat del Diario de Barcelona, i tant ell (fins a la seva mort el 1821 a causa de l'epidèmia de febre groga) com la seva dona es dedicaren a la seva edició. El 1822, Eulàlia Ferrer va enllestir l'adquisició en emfiteusi als germans Antoni i Ramon Troch i Spígol d'una casa als carrers de la Llibreteria i de la Dagueria, que havia iniciat el seu marit. El 1835 va adquirir una altra als carrers de la Dagueria i de les Moles (desaparegut amb l'obertura del de Jaume I).
A la seva mort el 1841, els negocis passaren a mans del seu fill Antoni Brusi i Ferrer (1851-1878), que el 1847 va adquirir en emfiteusi a Rafael Bruguera (com a pare i administrador dels béns de la seva filla Teodora) d'unes cases al carrer de la Dagueria i de les Moles, i el 1849 va demanar permís per a reedificar la seva propietat i alinear-la amb el nou carrer de Jaume I, segons el projecte de l'arquitecte Francesc Daniel Molina. El 1854, va demanar permís per a instal·lar una màquina de vapor a la seva impremta, traslladada el 1876 al carrer de les Tàpies, 4. A més de la llibreria, hi romangueren durant molts anys la redacció i les oficines del diari.
El 1919, Francesc Palomares, administrador del diari, va demanar permís per a fer-hi diverses obres, projectades per l'arquitecte Josep Danés i Torras.

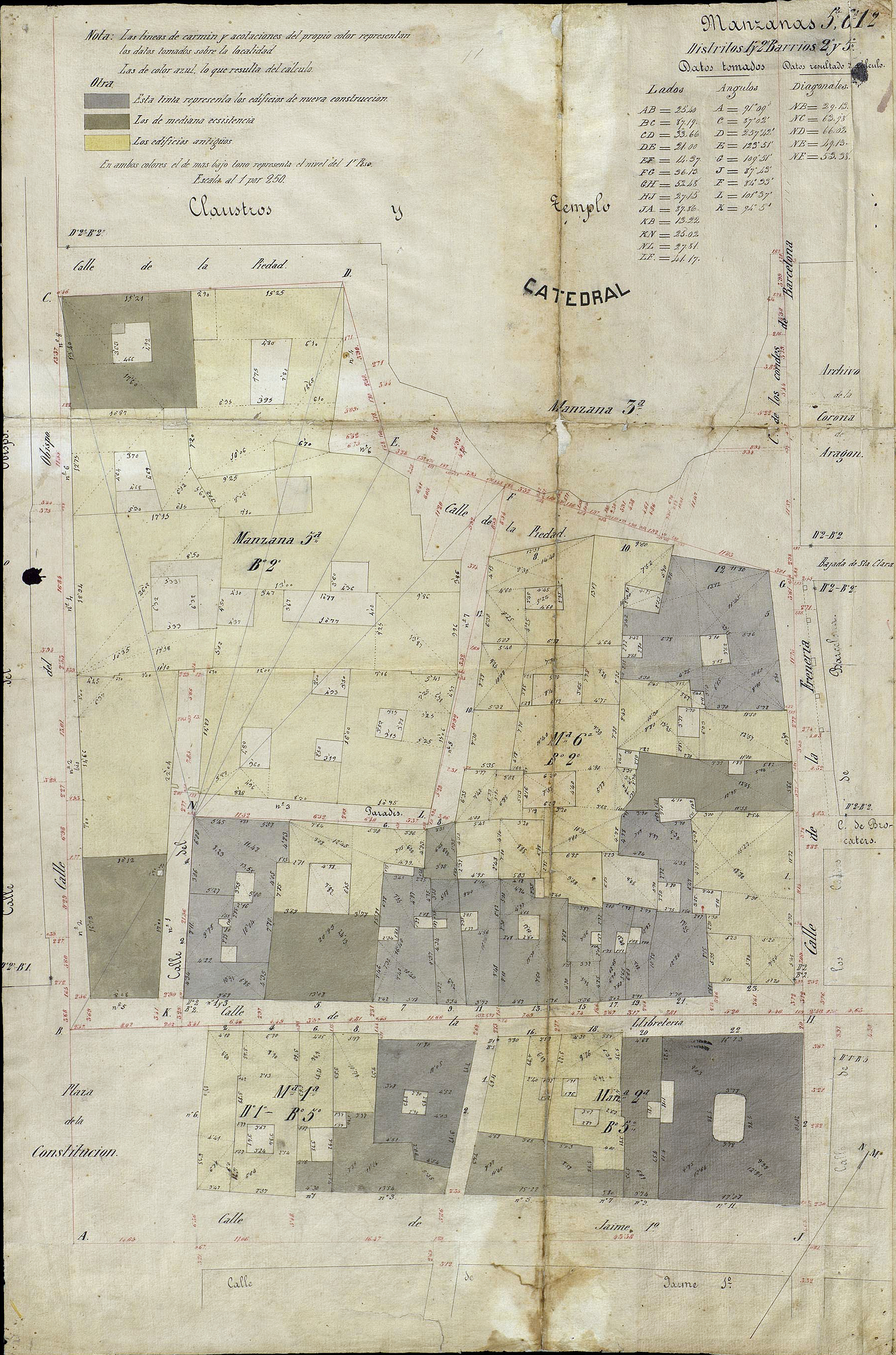
Quarteró núm. 45a de Garriga i Roca (c. 1860)

## Descripció
Consta de planta baixa (amb altell a la façana del carrer de Jaume I), entresol, tres pisos i golfes que s'obren, mitjancant òculs, al fris de l'entaulament del coronament. Al tercer pis hi ha una imposta, per sobre del qual els buits entre balcons estan ocupats per plafons en relleu, mentre que per sota, els plafons, de l'alçada de dos pisos, contenen una sanefa trenada de terracota, element utilitzat en d'altres edificacions barcelonines similars de l'època.